# AeroVironment RQ-11 Raven
El AeroVironment RQ-11 Raven es un Vehículo aéreo no tripulado miniatura a control remoto, o MUAV por sus siglas en inglés (Miniature Unmanned Aerial Vehicle), usado por las Fuerzas Armadas de Estados Unidos y sus aliados. La aeronave es lanzada con la mano y propulsada por un motor eléctrico. El avión puede volar bastantes kilómetros a alturas de 305 m en AGL, y 4505 m en MSL, a una velocidad de 45-95 km/h.

## Diseño y desarrollo

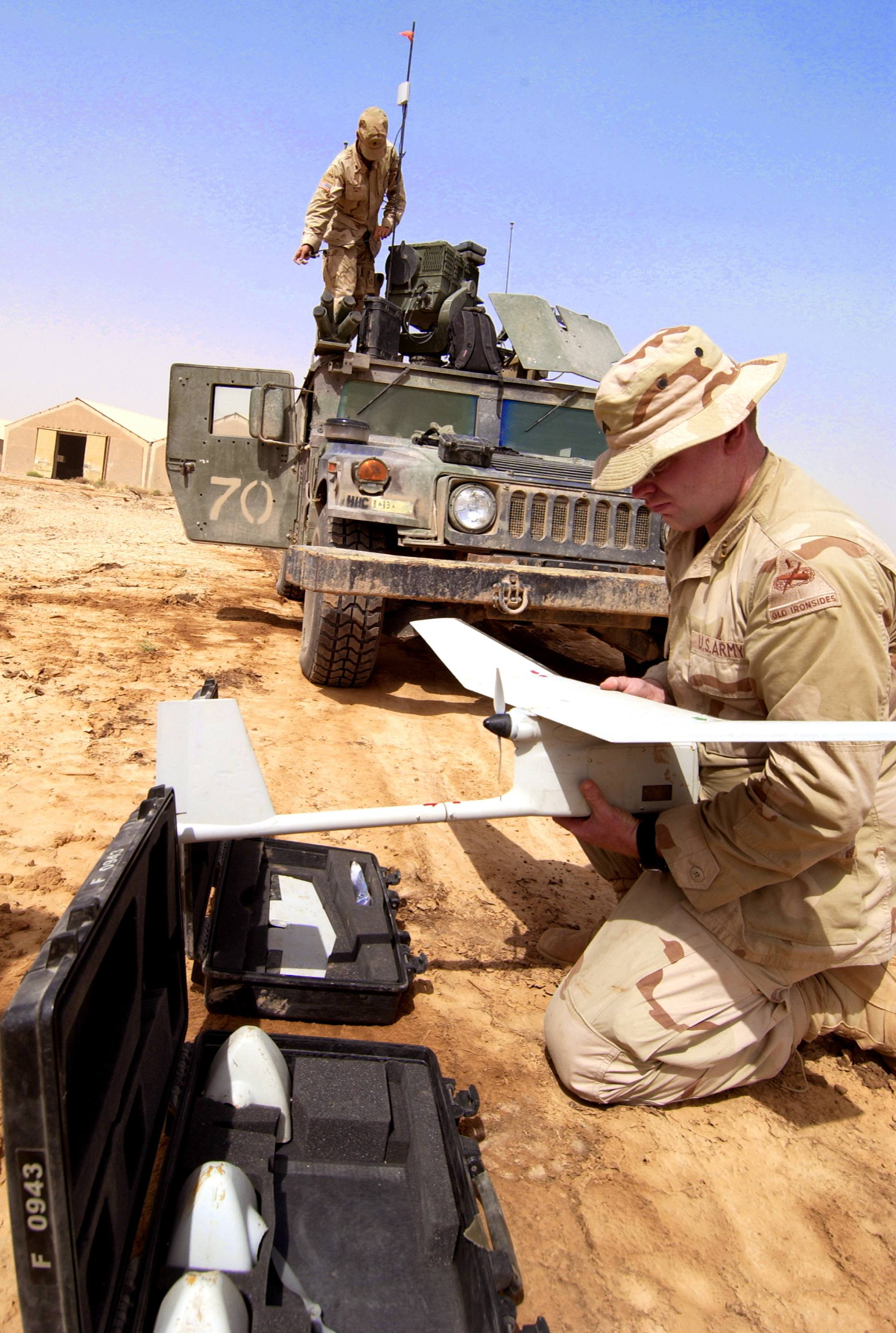
Un cabo del Ejército de Estados Unidos montando un RQ-11 Raven.

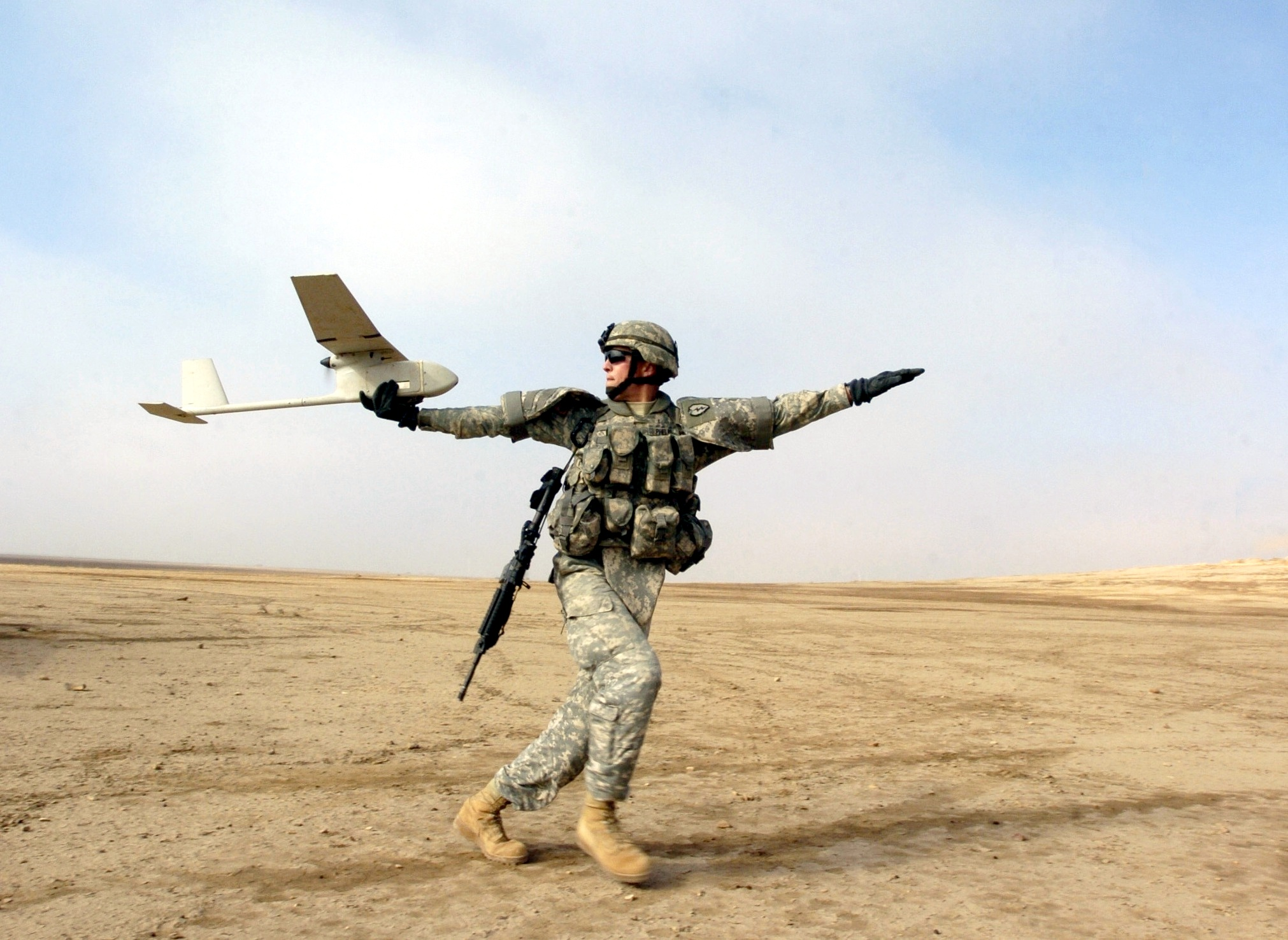
Un soldado estadounidense se prepara para lanzar el Raven en Irak.

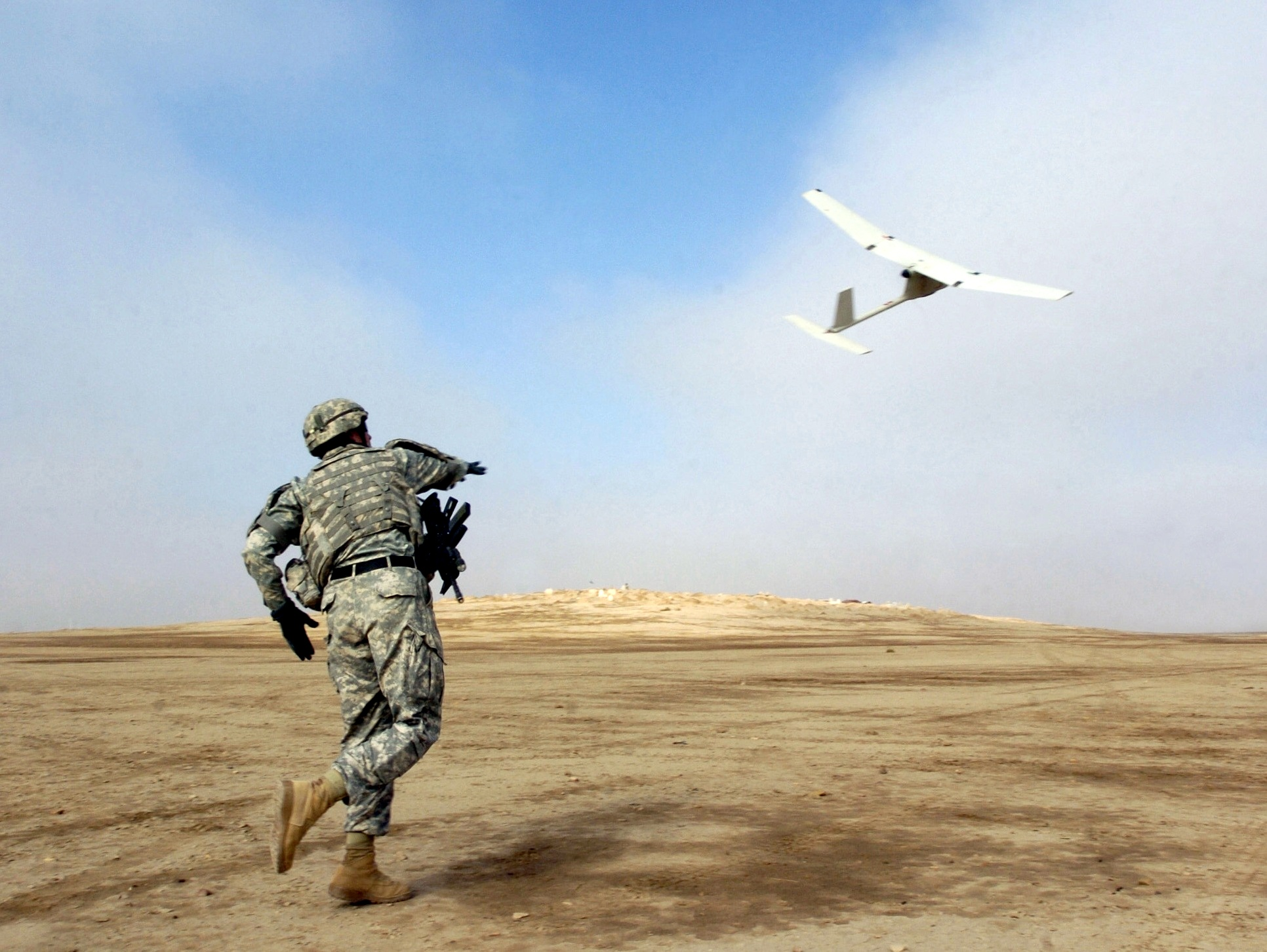
Raven lanzado por un soldado estadounidense en Irak.

El Raven puede ser tanto controlado remotamente desde la estación de tierra como volar completamente de forma autónoma usando navegación GPS. Al UAV se le puede ordenar inmediatamente que vuelva a su punto de lanzamiento simplemente presionando un único botón de mando. La carga para una misión estándar incluye vídeo en color CCD y cámara de visión nocturna. 
El avión cuesta alrededor de 25 000 dólares y el sistema completo unos 250 000 dólares.
El Raven es usado por el Ejército de Estados Unidos, el Cuerpo de Marines de Estados Unidos, y el Mando de Operaciones Especiales de los Estados Unidos. Adicionalmente, aliados de Estados Unidos como Australia, Italia, Dinamarca, y España también han empezado a adquirirlo, junto a muchos más países interesados para los próximos años. A principios de 2008, ya fueron distribuidas más de 8.000 aeronaves, haciéndolo uno de los sistemas UAV hoy en día más prolíficos en el mundo.
El ejército español utiliza el Raven en sus misiones en Afganistán.
Las fuerzas Británicas en Irak están usando sistemas Raven prestados por Estados Unidos.
Dinamarca adquirió 12 sistemas Raven en septiembre de 2007. Tres sistemas serán entregados a las fuerzas especiales del Ejército, mientras que los restantes serán para el Centro de Entrenamiento de Artillería del Ejército Danés.
Los Países Bajos van a adquirir un número indeterminado de sistemas RQ-11B por un valor total de 7,7 millones de dólares.

## Variantes
RQ-11A Raven A (ya no está en producción)
RQ-11B Raven B

## Operadores
Australia
 Dinamarca
 España
- Ejército de Tierra de España: 72 aviones.[6]
- Ejército del Aire de España: 9 aviones.

 Italia
 Países Bajos
 Reino Unido
 Estados Unidos
 Colombia
- Ejército Nacional de Colombia

## Especificaciones (RQ-11B)
Datos obtenidos en: avinc.com
- Misión: Reconocimiento y vigilancia remotos, búsqueda de objetivos, seguridad de convoyes y protección de tropas, evaluación de daños de batalla, para infantería ligera, Dismounted Warfighter y operaciones militares en zonas urbanas (Military Operations in Urban Terrain, MOUT).

- Características: manejo sencillo, ligero, pequeño tamaño, lanzado a mano, navegación autónoma, aterrizaje automático, interfaz de sistema interoperable.

- GCS: ligero, componentes modulares, cubierta impermeable, muchas características avanzadas sin necesidad de ordenador portátil, mapa móvil opcional FalconView e interfaz de planificación de misión para ordenador portátil, grabación de vídeo digital y captura de imagen fija.

- Carga útil: morro con dos cámaras con visión frontal y lateral, panorámica/picado/zoom electrónicos con estabilización morro con cámaras infrarrojas con visión frontal y lateral (carga de 200 g).

- Alcance: 2.5 km

- Autonomía: 60–90 min con batería recargable), 80–110 min con batería de un solo uso

- Velocidad: 20-57 km/h

- Altura operativa: 30-305 m sobre nivel de la tierra en AGL, 4.267 m MSL de altura máxima de lanzamiento

- Envergadura: 1,4 m

- Longitud: 0,9 m

- Peso: 1,9 kg

- Método de lanzamiento: manual

- Método de recuperación: aterrizaje vertical por pérdida de sustentación (Deep-Stall Vertical Landing)

### Secuencias de designación
- Secuencia _Q-_ (Vehículos aéreos no tripulados estadounidenses, 1962-presente): ← Q-8/C - Q-9 - Q-10 - Q-11 - Q-12 - Q-14 - Q-15 →
- Secuencia de designación de aeronaves de las Fuerzas Armadas Italianas: ← Q-9 - Q-10 - A-11 - Q-11 - Q-12 - F-16 - G-17 →

### Listas relacionadas
- Anexo:Vehículos aéreos no tripulados
- Anexo:Materiales del Ejército de Tierra de España
- Anexo:Aeronaves de la Fuerza Aérea de los Estados Unidos (históricas y actuales)